# Conservatoire national supérieur d'art dramatique
El'Conservatoire national supérieur d’art dramatique és un establiment d'ensenyament superior francès enquadrat dins la categoria de les grandes écoles.
Es remunta a l'École royale de chant et de déclamation, fundada el 1784, on parlar era més aviat un tema menor per als músics. Això també explica el terme conservatori, que s'utilitza generalment per a les escoles de música, però no per a les escoles de teatre.
El 1806 la interpretació esdevingué major. El 1946 es va dividir el conservatori, es va permetre que el teatre mantingués el Théâtre du Conservatoire, que havia estat dissenyat com a sala de concerts el 1811, i els músics es van traslladar. El conservatori té el seu nom actual des de 1968.

## Alumnes famosos
- Marc García Coté
- Guillaume Gallienne
- Zita Hanrot
- Laurent Stocker
- Antoine Vitez
- Jean René Lemoine